# Loppersumer Kirche

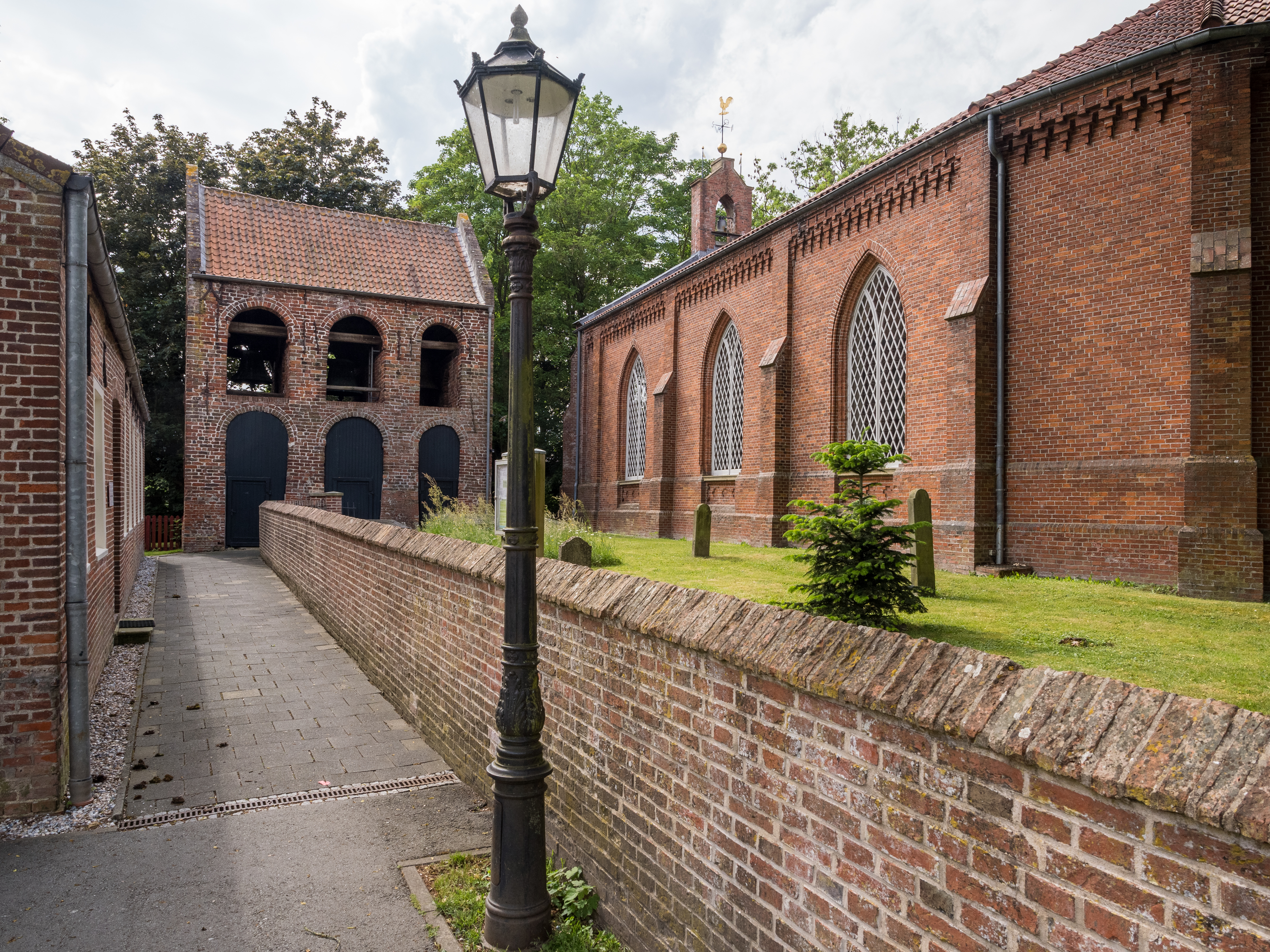
Kirche und Glockenturm

Die evangelisch-reformierte Loppersumer Kirche im ostfriesischen Loppersum, Gemeinde Hinte wurde 1866 im Stil der Neugotik errichtet.

## Geschichte und Baubeschreibung

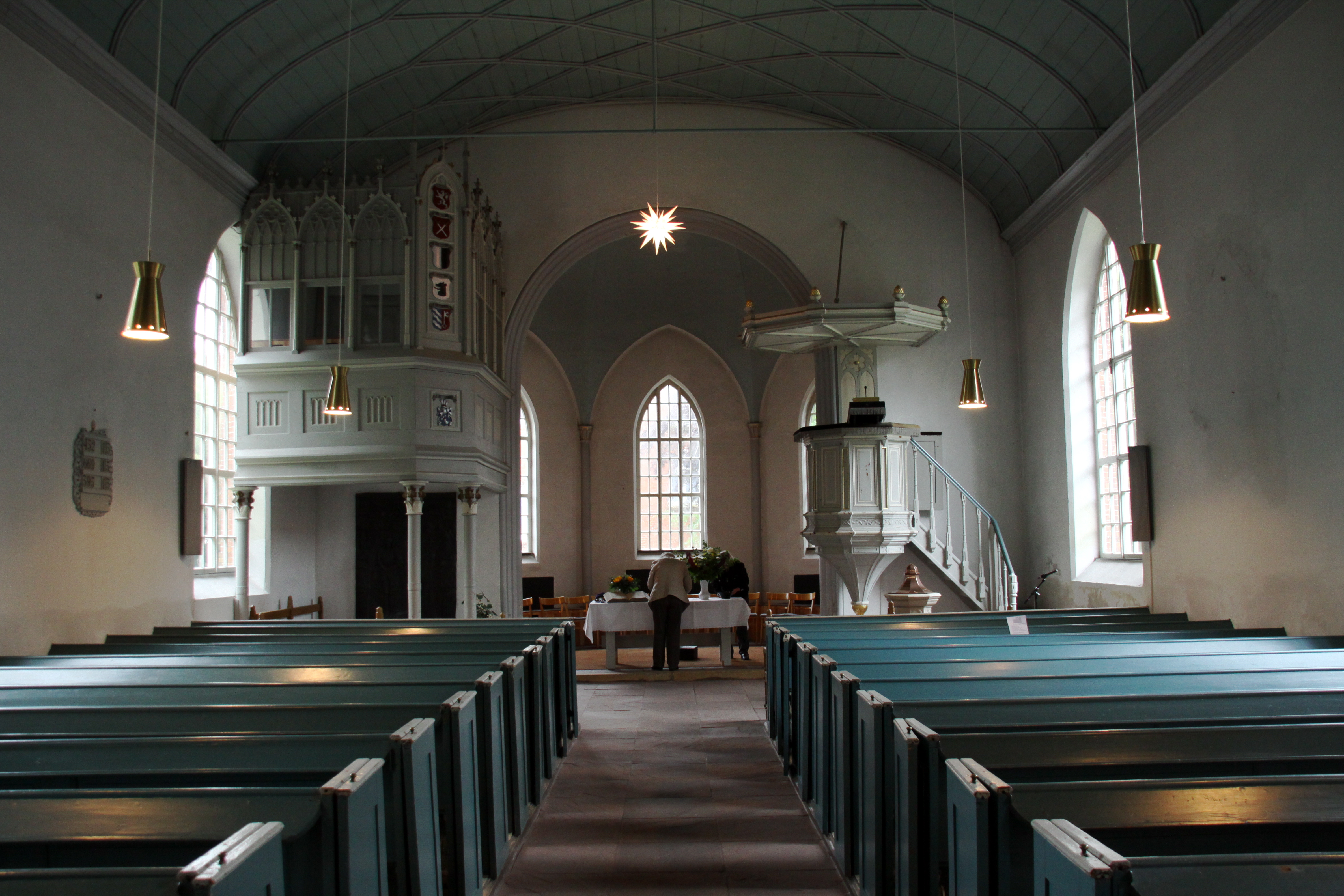
Blick Richtung Chorraum

Im Mittelalter gehörte Loppersum zur Propstei Hinte im Bistum Münster. Im Zuge der Reformation wechselte die Gemeinde zum reformierten Bekenntnis. Die ursprüngliche gotische Backsteinkirche, eine Einraumkirche aus dem 14. Jahrhundert, soll dem heiligen Antonius geweiht gewesen sein. Sie wurde im Jahre 1866 durch die heutige ersetzt, nachdem die Längswände des alten Gotteshauses zunehmend in Schieflage gerieten. Die heutige Kirche wurden nach Plänen von Architekt Visser im neugotischen Stil gestaltet. Die Längswände werden durch Strebepfeiler und große spitzbogige Fenster gegliedert. Die Mauern unter der Traufe werden durch einen Fries verziert. Die Ostapsis ist polygonal gestaltet und verfügt über zwei Spitzbogenfenster. Die Westseite ist reich gegliedert und mit einem kleinen Vorbau versehen, der als Windfang dient.
Neben der Kirche steht separat der Glockenturm aus dem 14. Jahrhundert mit seinen rundbogigen Schallarkaden. In ihm befinden sich drei Glocken, die die Jahreszahlen 1411, 1743 und 1965 tragen, aber zum Teil später umgegossen wurden. Letztere ist eine defekte Gedenkglocke, da sie aus Eisen statt hochwertiger Bronze gefertigt wurde. Die Stundenglocke mit dem Namen Maria auf dem Dachreiter datiert aus dem Jahr 1454.

## Ausstattung

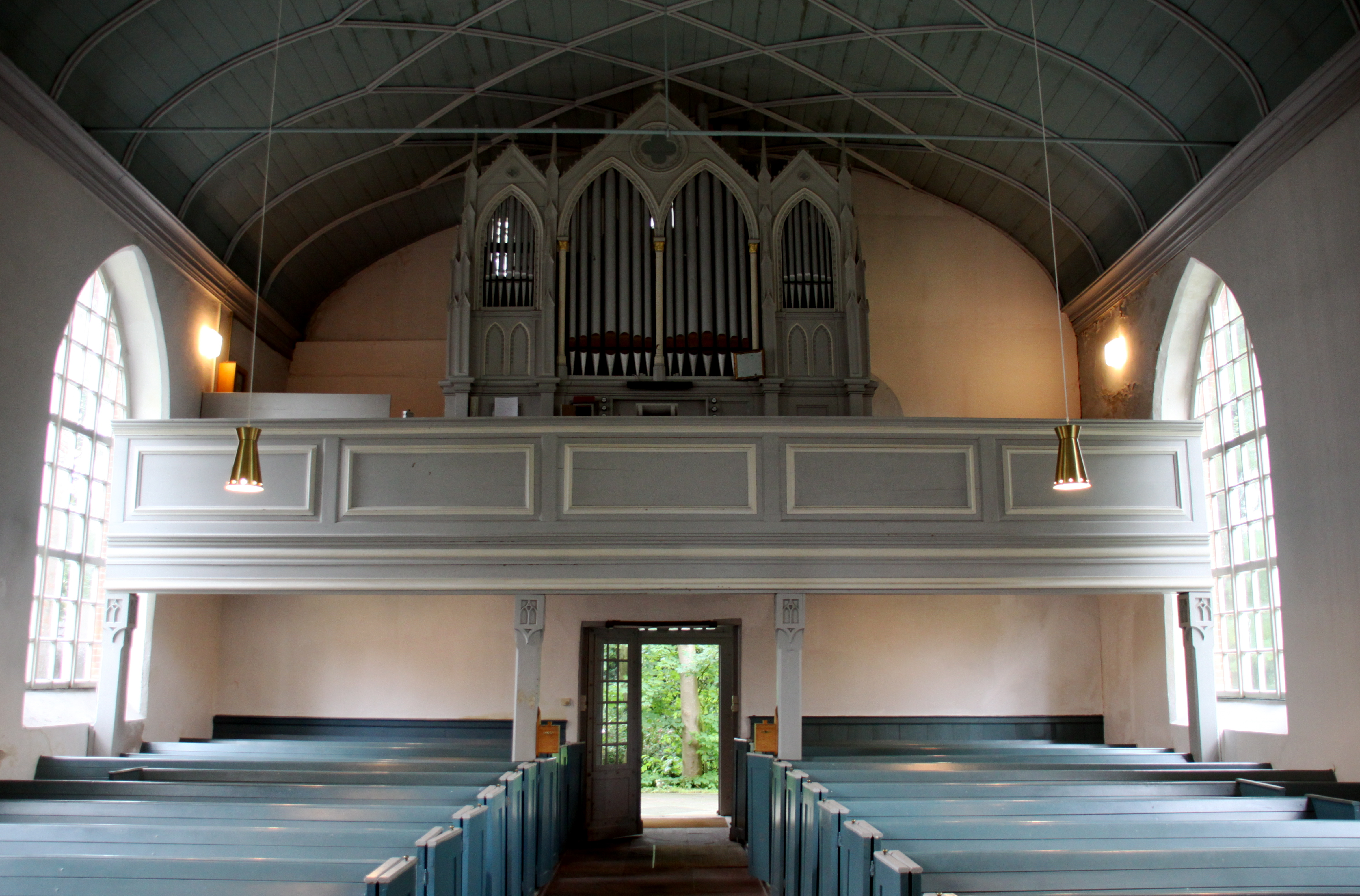
Innenraum der Loppersumer Kirche

Der Innenraum wird durch eine flach gewölbte Holztonne abgeschlossen. Gegenüber der Kirche wurde eine Privatempore für die Besitzer der Loppersumer Burg 1872 neu errichtet, die mit sechs Wappen versehen ist. Im Chorraum finden sich Grabplatten aus dem 16. bis 18. Jahrhundert: von Häuptling Aepke Beninga und seiner Frau Anna Jüchters (1566/67), dem Kirchenvogt Matthias Lehling und seiner Frau (1691/1714), der Familie von Uldrich Sibrands (1617/1657) und von Prediger Petrus Schoormann (1795). Die Kanzel wurde von einem Greetsieler Handwerker im Jahr 1865 gefertigt, die Taufe 1904.
Zu den Vasa Sacra gehören eine Taufschale (1831), Taufkanne (1883), Abendmahlskelch (1841), Teller (1875) und Kanne (1902). Die Bibel auf dem Abendmahlstisch stammt aus dem Jahr 1875.

## Orgel
Die Orgel mit elf Registern wurde 1867/1868 von den Gebr. Rohlfs geschaffen und ist noch weitgehend erhalten. Der neugotische Prospekt fügt sich organisch in das Kirchengebäude ein. In den Jahren 1996 und 2018 erfolgte eine Orgelrestaurierung durch Bartelt Immer und eine Rückführung auf den Originalzustand. Die Disposition lautet wie folgt:
| I Hauptwerk C–f3 |     |     |
| Bordun           | 16′ | R/I |
| Principal        | 8′  | R/I |
| Rohrflöte        | 8′  | R   |
| Gedackt          | 8′  | R   |
| Gambe            | 8′  | I   |
| Octave           | 4′  | R   |
| Flöte            | 4′  | R/I |
| Quinte           | 3′  | R   |
| Octave           | 2′  | R   |

| Pedal C–d1   |     |   |
| Subbass      | 16′ | R |
| Violon-Cello | 8′  | R |

- Koppeln: I/P

Anmerkungen
1. ↑  ab c1 original
2. ↑  Innenpfeifen ab dis1 original
3. ↑  tiefe Lage mit Gedackt 8′ zusammengeführt
4. ↑  konisch, ab dis2 original

R = Rohlfs (1867/1868)
I = Immer (2018)